# چارلز وبستر لیدبیتر
چارلز وبستر لیدبیتر (۱۶ فوریه ۱۸۵۴ - مارس ۱۹۳۴) یکی از اعضای با نفوذ انجمن تئوسوفی، نویسنده در زمینه موضوعات اسرارآمیز و همراه با جی آی ویجوود از پیشقدمان کلیسای لیبرال کاتولیک بود. در اصل روحانی ایی از کلیسای انگلستان بود علاقه اش در زمینه‌های روحی وی را بر آن داشت که پیوندهایش را با کلیسای انگلستان به نفع انجمن تئوسوفی ببرد. جایی که وی همراه دائمی آنی بسانت شد.

## دوران اولیه زندگی
لیدبیتر در استوک پورت، چی شایر در ۱۸۵۴ متولد شد. پدرش چارلز سر در لینکولن و مادرش اِما در لیورپول متولد شد. گزارش‌های عمومی نشان می‌دهد که او تنها فرزند خانواده بوده‌است. قبل از ۱۸۶۱ خانواده به لندن نقل مکان کرده بودند، جایی که پدرش کارمند یک شرکت پیمانکاری راه‌آهن بود. چارلز سر در نتیجه ابتلا به سل در طول ۱۸۶۲ زمانی‌که لیدبیتر تنها ۸ سال داشت، فوت کرد. ۴ سال بعد بانکی که در ان پس‌اندازهای این خانواده سرمایه‌گذاری شده بود ورشکست شد؛ بنابراین بدون منابع مالی برای رفتن به کالج، لیدبیتر کاری را به زودی پس از فارغ تحصیلی از دبیرستان برای تأمین نیازهای خود و مادرش جست. وی سپس در شغل‌های مختلف مذهبی کار کرد. هنگام عصر تا حد زیادی شخصاً به تحصیل می‌پرداخت. برای مثال به مطالعه نجوم می‌پرداخت و یک تلسکوپ رفلکتور ۱۲ اینچی (که در آن زمان بسیار گران بود) برای مشاهده آسمان در شب داشت. وی همچنین فرانسه، لاتین و زبان یونانی را فراگرفت.
عمویش، ویلیام ولف کپس - برادر پدری اش، روحانی سرشناس کلیسای انگلیکان (انگلستان) بود. به واسطه نفوذ عمویش، لیدبیتر در ۱۸۷۹ توسط اسقف وینچستر به سمت کشیشی کلیسای انگلیکان در فرانهام منصوب شد. تا ۱۸۸۱، با مادر بیوه اش در برام شات در کلبه ایی که عمویش ساخته بود زندگی می‌کرد، جایی که به عنوان معاون برام شات از وی نام برده می‌شود. وی کشیشی فعال و معلمی بود که بعدها با عنوان مردی مهربان و بشاش از وی یاد می‌شد. در این زمان، بعد از خواندن، جلسه ارتباط با ارواح از طریق مدیومِ دانیل دونگلاس هوم(۱۸۳۳–۱۸۸۶)، لیدبیتر علاقه‌مندی فعالی را در زمینه علوم روحی از خود نشان داد.

## پیوستن به انجمن تئوسوفی

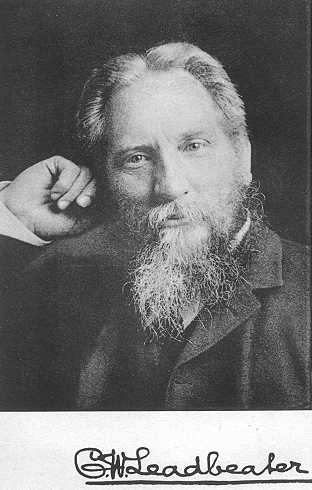
توضیحات لیدبیتر

علاقه وی به علوم سری توسط آلفرد پرسی سینت اکولت ورد(A.P. Sinnett's Occult World) تحریک شد و به انجمن تئوسوفی در ۱۸۸۳ پیوست. سال بعد وی هلینا پترو بلاواتسکی را موقعی که بلاواتسکی به لندن آمد ملاقات کرد. او، لیدبیتر را به عنوان شاگرد پذیرفت و لیدبیتر گیاهخوار شد.
در همین زمان‌ها، وی نامه‌هایی از شخصی که ماهاتما نامیده می‌شد دریافت کرد که همین نامه‌ها به گفته خود لیدبیتر، وی را برای رفتن به هند تحریک کرد، او به آدیار در ۱۸۸۴ رسید؛ و طبق نوشته‌های خود وی در هنگامی که در هند بوده، فرصت ملاقات و آموزش از بعضی اساتیدی را یافته‌است که بر طبق نظر بلاواتسکی الهام بخش تشکیل انجمن تئوسوفی بودند و راهنماهای پنهانش بودند. این شروع زندگی حرفه ایی طولانی با انجمن تئوسوفی بود.

## مدیر مدرسه در سیلان
در طول ۱۸۸۵ لیدبیتر به همراه هنری استیل اولکات(۱۸۳۲–۱۹۰۷)، «اولین رئیس انجمن تئوسوفی» به برمه و سیلان (سریلانکای کنونی) سفری کرد. در سیلان آن‌ها آکادمی انگلیسی بودیست را تأسیس کردند این امر با اقامت لیدبیتر در آنجا جهت خدمت به عنوان اولین مدیر مدرسه با وجود شرایط خیلی سختش همراه بود. این مدرسه به تدریج به آناندا کالجی بسط داده شد که هم‌اکنون بیش از ۶ هزار شاگرد دارد و ساختمانی با نام لیدبیتر را در خود دارد.

## برگشت به انگلستان
در ۱۸۸۹، سینیت از لیدبیتر خواست که جهت بر عهده گرفتن تعلیم خصوصی پسرش و جورج آروندل(۱۸۷۸–۱۹۴۵) به انگلستان بر گردد. لیدبیتر موافقت کرد و با خود یکی از شاگردانش را جیناراجاداسا(Curuppumullage Jinarajadasa)(1875- 1953) را با خود به انگلستان برد. اگرچه خودش با فقر دست و پنجه نرم می‌کرد، لیدبیتر فرستادن آروندیل و هم جینارجادا را به دانشگاه کمبریج مدیریت کرد. هر دو در نهایت به عنوان رئیس بین‌المللی انجمن تئوسوفی خدمت کردند. جیناراجاداسا در مورد چگونگی بررسی‌های رمزی که قبلاً لیدبینر انجام داده بود مربوط می‌شد و سپس در می ۱۸۹۴ اولین تفسیر از زندگی گذشته اش را انجام داد.
وی یکی از بهترین سخنران‌های شناخته شده انجمن تئوسوفی برای چندین سال شد و همچنین دبیر لژ لندن بود.

## قدرت‌های نهفته
مری لوتیان اظهار می‌دارد که شروع کار انی بیزانت و لیدبیتر در ۱۸۹۵، به‌طور مشهوری با تحقیقات اسرارآمیزی در مورد جهان هستی، آغاز شکل‌گیری نوع بشر، شیمی و تشکیل عناصر همراه بوده به علاوه دیدار استادان با یکدیگر را در کالبدهای اختری شان مرتباً در بر می‌گرفت.

## نگاه لیدبیتر به مسائل جنسی
در ۱۹۰۶ لیدبیتر به تشویق پسران نوجوان و شاگردان تحت راهنمائی معنوی و سکولارش به استمنا کردن متهم شد.
کمیسیونی توسط بخش آمریکایی برگزیده شد، اما قبل از این جلسه لیدبیتر از انجمن استعفا کرد، در حالیکه به الکت گفت که انجمن را از رسوایی نجات دهید. در زمینه این اتهام وی نامه‌ای به آنی بیسانت نوشت:
هنگامیکه پسران نزد من می‌آمدند، در میان چیزهای دیگر که به آن‌ها می‌گفتم، این مطلب (استمنا) را به آن‌ها خاطر نشان می‌کردم، همیشه تلاش بر جلوگیری از همه انواع منهیات نادرست کنید و همه را تا حدی که طبیعی و ساده به نظر برسد برآورده سازید.
لیدبیتر استدلال می‌کرد که بالا رفتن فشار جنسی طبیعی می‌تواند منجر به آن گردد که پسران تکیه‌گاه جنسی دیگری بجویند یا با زنان روسپی یا با یکدیگر باشند. او بیان داشت که با تخلیه این فشار در حد معمول در فواصلی به وسیلهٔ استمنا، پسران می‌توانند از عواقب کارمیک بیشتر و پیامدهای اخلاقی برخوردهای نامشروع جلوگیری کنند: اگر (یکی از پسران) هر گونه تجمعی را در درون خود می‌دید می‌بایست ان را آزاد می‌کرد.

## احیا مجدد انجمن تئوسوفی

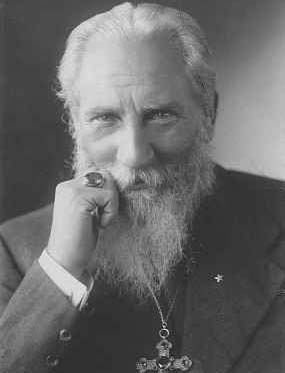
توضیحات لیدبیتر

بعد از آنکه الکت در فوریه ۱۹۰۷ فوت کرد، آنی بیزانت، بعد از چالشی سیاسی، رهبر انجمن تئوسوفی شد. قبل از پایان ۱۹۰۸ بخش بین‌الملل به پذیرش مجدد لیدبیتر رأی دادند. او پذیرفت و به دیار باقی در ۱۰ فوریه ۱۹۰۹ رفت.

## کشف کریشنا مورتی
در ۱۹۰۹ لیدبیتر کریشنا مورتی ۱۴ ساله را در آدیار کشف کرد. لیدبیتر معتقد بود کریشنامورتی محملی برای سکنی گرفتن آنچه معلم جهانی نامیده می‌شد می‌باشد، که ظهور قریب‌الوقوع ان را وی و بسیاری از تئوسوفیست‌ها انتظار داشتند. همچون موسی، سیذارتا گوتاما، زرتشت، عیسی ناصری، معلم جدید می‌بایست ابعاد جدیدی از مذهبی جدید را آشکار می‌کرد.
لیدبیتر اسم مستعار السیون را برای کریشنا مورتی برگزید و تحت عنوان "گسیختگی‌هایی در پرده زمان(Rents in the Veil of Time)"، ۳۰ تا از آنچه زندگی‌های گذشته السیون نامیده می‌شد را در مجموعه‌هایی در مجله تئوسوفی از آغاز ۱۹۱۰ منتشر کرد. آن‌ها در محدوده ۲۲۶۶۲ قبل از میلاد تا ۶۲۴ میلادی بودند… السیون در یازده تا از آن‌ها یک زن بود.
در طول ۱۹۱۰ لیدبیتر تحقیقات بیشتری را در زمینه آنچه پرونده‌های اکاشیک نامیده می‌شد هدایت کرد، که او بیان داشت که به‌طور روشن بینانه ایی در مقر انجمن تئوسوفی در آدیار مورد بررسی قرار داده‌است. وی نتایجی را در کتاب بشر: چگونه، از کجا و به کجا؟ ثبت کرد. زندگی‌های گذشته معروف السیون توصیف می‌شود. این کتاب همچنین شرحی تئوسوفی از قاره گمشده فرضی آتلانتیس و دیگر تمدن‌ها را در بر می‌گیرد. آینده، قدرت هسته ایی مورد استفاده جوامع در زمین در طول قرن ۲۸ همچنین توصیف می‌شود.
لیدبیتر در هند تا ۱۹۱۵ ماند، برای نظارت بر تحصیل کریشنا مورتی، وی سپس به استرالیا مهاجرت کرد. در طول اواخر دهه ۱۹۲۰، کریشنا مورتی نقشی را که لیدبیتر و دیگر تئوسوفیست‌ها از وی انتظار انجامش را داشتند انکار کرد. وی خودش از انجمن تئوسوفی و آموزه‌ها و شیوه‌های آن فاصله گرفت، و در طول ۶ دهه بعدی به عنوان سخنرانی تأثیرگذار در زمینه موضوعات فلسفی و مذهبی شناخته شد.

## استرالیا و علم نشانه‌شناسی‌های دینی

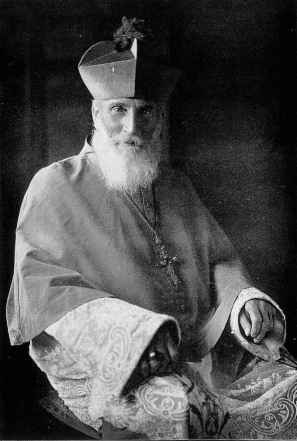

لیدبیتر به سمتِ سیدنی در ۱۹۱۵ حرکت کرد. وی مسئول ایجاد آمفی تئاتر ستاره در ساحل بالمورال در ۱۹۲۴ بود. در استرالیا وی با جی آی ویج وود آشنا شد.
علاقه عمومی به تئوسوفی در استرالیا و نیوزلند به‌طور وسیعی در نتیجه حضور لیدبیتر افزایش یافت و سیدنی به عنوان مرکزی از فعالیت تئوسوفی همانند دیار باقی قابل قیاس بود.
در ۱۹۲۲، انجمن تئوسوفی شروع به اجاره عمارت شناخته شده ایی با عنوان «مانور» در حومه موسمان سیدنی کرد. لیدبیتر در آنجا به عنوان مدیر انجمن تئوسوفی سکنی گزید. مانور مکان اصلی شد و به عنوان بزرگ‌ترین خانه‌های نیروی نهانی شناخته شد. آنجا لیدبیتر شاگردان زن جوانی را پذیرفت. آن‌ها شامل کلارا کد، رهبر آینده انجمن تئو سوفی آمریکا، دورا ون گلدر روشن بین، دیگر رهبر آینده انجمن تئوسوفی آمریکا که در طول دهه ۱۹۷۰ همچنین با دیلوریس کریگر جهت بسط تکنیک لمس تراپاتیک همکاری کرد و مری لوتیان که بعداً زندگی‌نامه کریشنامه مورتی را به رشته تحریر دراورد، بود. لوتیان آنجا در ۱۹۲۵ ماند در حالیکه کریشنا مورتی و برادرش نیتیا در خانه دیگری در نزدیکیش می‌ماندند. مانور تبدیل به یکی از سه دفتر اصلی انجمن تئوسوفی شد. دیگری دفاتر مرکزی در دیار باقی و در هلند قرار دارد. انجمن تئوسوفی مانور را در ۱۹۲۵ خرید و در طول ۱۹۵۱ بنیاد مانور با مسئولیت محدود را ایجاد کرد که هنوز نیز مورد استفاده انجمن است.
در طول اقامتش در استرالیا، لیدبیتر همچنین ریاست اسقف کلیسای لیبرال کاتولیک و همکاری در نوشتن کتاب آیین مناجات را برای آن فرقه که هنوز نیز مورد استفاده است بر عهده گرفت. این اثر تجدید نظری از مناجات کاتولیک رمی را جهت منظوری که لیدبیتر داشت که حذف آنچه وی به عنوان عناصر نامطلوب می‌پنداشت را در بر می‌گیرد، همانند نظر آشکار وی در حذف نسبت ویژگی‌های انسانی و عباراتی در زمینه ترس از خدا و غضب خدا که لیدبیتر آن‌ها را همچون عناصر موهنی همانند ایده پدر با محبت و بشری که او را همانند تصویر خودش ایجاد کرده‌است می‌دانست را شامل می‌شود.
بنابراین در طریقت مناجات کلیسای کاتولیک لیبرال به وسیلهٔ لیدبیتر آمده‌است:
ما اعتقاد داریم که خدا عشق و قدرت و حقیقت و نور است؛ که قوانین عادلانه کامل است؛ که همه پسرانش روزی به پایش می‌رسند، هر قدر هم که آن‌ها منحرف شوند. ما پدری خدا را، برادری بشر را حفظ می‌کنیم. ما می‌دانیم که به او هنگامی به بهترین شکلی خدمت می‌کنیم که به برادران بشریمان در حال کمک هستیم.

## روشن بینی و میراث مشهور
لیدبیتر به عنوان فردی مشهور و اثرگذار در کارش بواسطه روشن بینی مشهورش باقی‌مانده‌است برای نمونه کتابش چاکراها و بشر، ملموس و ناملموس با رجوع به هاله انسانی و چاکراها قابل اشاره است. روشن بینی مشهور لیدبیتر، هرچند، بدون خطای جدی نبود. در کتابش زندگی درونی وی نوشت که جمعیتی از موجوات شبه انسانی بر روی سیاره مارس وجود دارد (اعتقاد مشهوری در آن زمان).
نوشته‌هایش در زمینه نشانه‌شناسی و علوم خفیه مسیحی هنوز به شهرت خود به همراه جریان ثابتی از ویرایش هاو ترجمه‌های جدید از قطعاتش مگنوم «علم نشانه‌شناسی» به قوت خود باقی است. کتاب مناجاتش هنوز توسط بسیاری از کلیساهای کاتولیک مستقل و لیبرال در سراسر جهان مورد استفاده است.